# Francestown (Nuevo Hampshire)
Francestown es un pueblo ubicado en el condado de Hillsborough en el estado estadounidense de Nuevo Hampshire. En el Censo de 2010 tenía una población de 1.562 habitantes y una densidad poblacional de 19,66 personas por km².

## Geografía
Francestown se encuentra ubicado en las coordenadas 42°59′49″N 71°49′4″O / 42.99694, -71.81778. Según la Oficina del Censo de los Estados Unidos, Francestown tiene una superficie total de 79.45 km², de la cual 78.05 km² corresponden a tierra firme y (1.76%) 1.4 km² es agua.

## Demografía
Según el censo de 2010, había 1.562 personas residiendo en Francestown. La densidad de población era de 19,66 hab./km². De los 1.562 habitantes, Francestown estaba compuesto por el 96.86% blancos, el 0.26% eran afroamericanos, el 0.13% eran amerindios, el 0.51% eran asiáticos, el 0% eran isleños del Pacífico, el 0.7% eran de otras razas y el 1.54% pertenecían a dos o más razas. Del total de la población el 1.09% eran hispanos o latinos de cualquier raza.